# Croix de la fontaine Saint-Georges
La croix de la fontaine Saint-Georges est une croix située à Étourvy, en France.

## Localisation
La croix est située sur la commune d'Étourvy, dans le département français de l'Aube.

## Historique
L'édifice est classé au titre des monuments historiques en 1942.